# 코닥 DCS Pro 14n

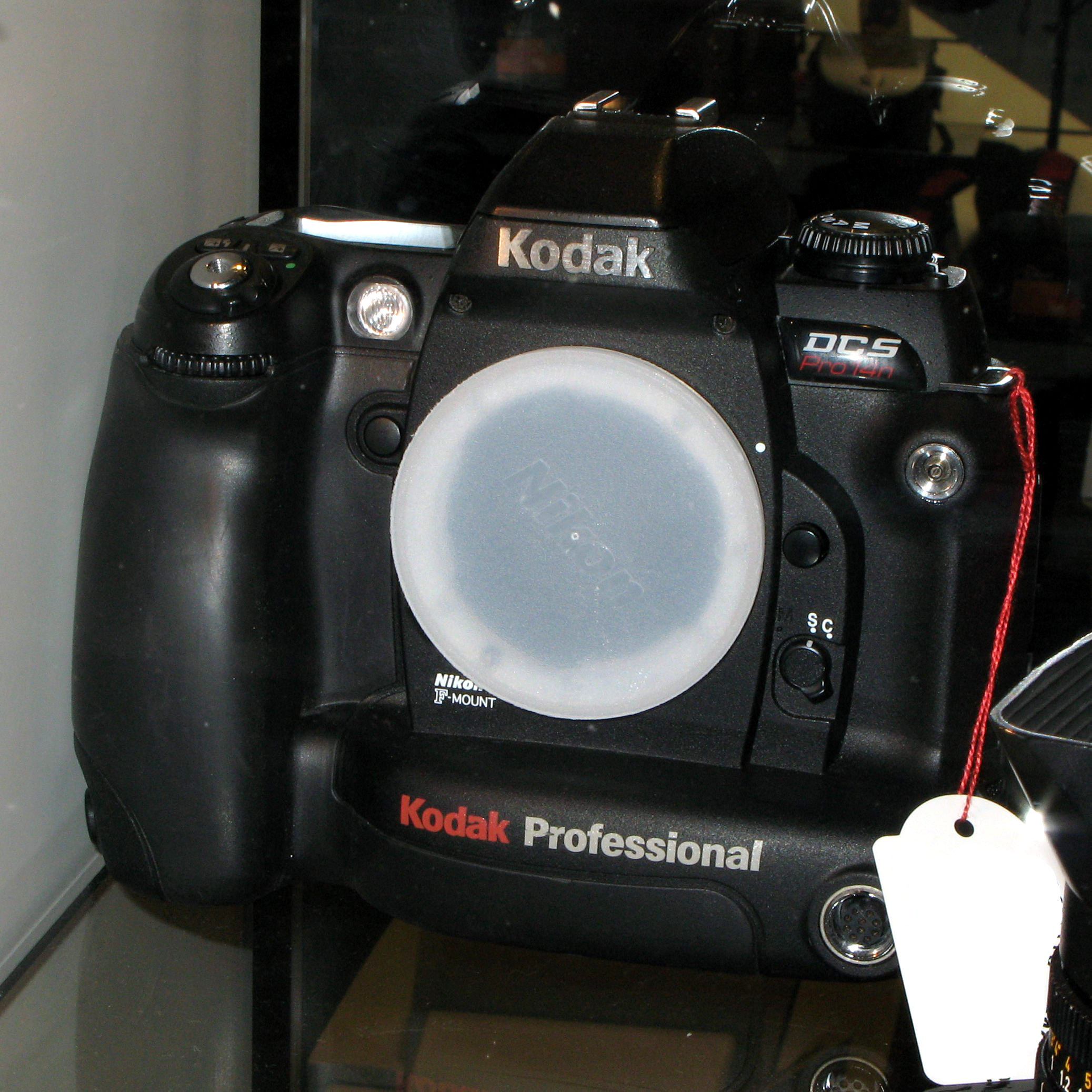
코닥 DCS Pro 14n

코닥 DCS Pro 14n(Kodak DCS Pro 14n)은 이스트만 코닥의 전문가용 디지털 SLR 카메라이다. 2002년 9월 23일에 발표되었으며, 초기 시제품(production example)은 2003년 3월에 등장하였다. 후속 모델은 코닥 DCS Pro SLR/n (니콘 F 마운트), 코닥 DCS Pro SLR/c (캐논 EF 마운트)이다.
필팩토리(FillFactory)에서 개발한 1,370 만 유효 화소 CMOS 이미지 센서를 가지고 있다. 렌즈 마운트로는 니콘 F 마운트를 채용하였다. 이미지 센서 앞에 안티 앨리어싱 필터가 없어, 모아레에 취약하다.
DCS Pro 14n은 최초의 풀프레임 디지털 SLR인 콘탁스 N 디지털 다음에 발매된 두 번째 풀프레임 디지털 SLR이다.